# トイ・トローラー・スパニエル

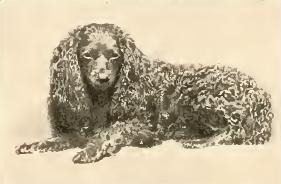
トイ・トローラー・スパニエルのスケッチ画

トイ・トローラー・スパニエル（英：Toy Trawler Spaniel）は、イギリスのイングランド原産の絶滅した愛玩犬種である。

## 歴史
19世紀末期に作出された犬種で、昔のキャバリア・キング・チャールズ・スパニエルの姿を再現するために作出された。この「再現」というのはキング・チャールズ・スパニエルからキャバリアの姿を取り戻そうという運動とはまた別のもので、むしろ巻き毛のカムファターに近い、そして、絶滅してしまったグレディン・スパニエルのジェット・ブラックのコートを持つキャバリアを再現するという取り組みによって作られたものである。作出にはオールド・イングリッシュ・スパニエルやスパニエルタイプの犬、ウォータードッグタイプの犬などが使われたが、オールド・イングリッシュ・スパニエル以外の犬種名はいまだはっきりと分かっていない。この交配によって完成した犬種はコートカラーがジェット・ブラック以外にももう一種、ホワイト・アンド・ブラックの毛色パターンが出来てしまったが、2色ともグレディン・スパニエルの愛好家にも受け入れられた。又、トローラーの犬種クラブも発足し、ペットとして飼育された他、ドッグショーにも多数出場するまでの隆盛を極めた。
ところが、第一次世界大戦によって大きな打撃を受け、最も人気を博していたイタリアに数頭が残るのみとなってしまった。ほぼ全てが繁殖適齢期を過ぎていたため、犬種はその後長続きせず、絶滅してしまった。
現在トローラーの復活計画は立てられていないが、その姿はトリング博物館で見る事が出来る。その剥製は本種が既に希少化していた時代に生きていた犬のもので、ロビン号（1911～1920）という名前のホワイト・アンド・ブラックの犬である。尚、作出された本義であるグレディン・スパニエルのようなジェット・ブラックの毛色の犬の剥製は残されておらず、現在は見る事が出来ない。

## 特徴

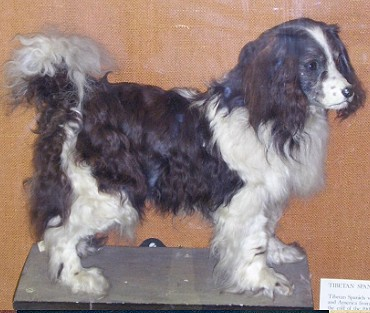
ロビン号（トリング博物館）

外見はややキャバリアに似るが、コートは長く巻き毛で、耳・尾・胸・脚の後ろ側に飾り毛がある。マズルは短めでりりしい顔立ち、耳は垂れ耳で尾は巻き尾だが、10～12cm位の長さに断尾して一重の巻き尾にした。コートはつやがあり、毛色はジェット・ブラックかホワイト・アンド・ブラック。後者の毛色はホワイトの地色で顔のフレーズを除く部分と耳、背中が黒い。特に背中のマーキングはベストを着せたような形をしていて、このマーキングがはっきりしているものが好まれた。体高28～33cm、体重5～7kgの小型犬で、性格は友好的で人懐こく、勇敢であったといわれている。